# Parascaptia aureopurpurata
Parascaptia aureopurpurata là một loài bướm đêm thuộc phân họ Arctiinae, họ Erebidae.